# Сана Марин
Сана Марин (фин. Sanna Marin; Хелсинки, 16. новембар 1985) председница владе Финске од 10. децембра 2019. до 20. јуна 2023 године. Пре ове дужности била је министар транспорта и комуникација од 6. јуна 2019. године до 10. децембра 2019. године.

## Каријера
Рођена је 16. новембра 1985. године у Хелсинкију. Живела је у Еспоу и Пиркали пре него што се преселила у Тампере. Њени родитељи су се растали када је била веома мала; породица се суочила са финансијским проблемима, а отац се борио са алкохолизмом. Након што су се њени родитељи растали, одгајале су је мајка и њена партнерка.
Средњу школу је завршила 2004. године у Пиркали. Дипломирала је на Универзитету у Тампереу и магистрирала 2017. године.
Придружила се социјалдемократској омладини 2006. године и била први потпредседник од 2010. до 2012. Била је кандидат на општинским изборима у Финској 2008, али није изабрана. Активније се почела бавити политиком од 2012. године. На изборима 2012. године, изабрана је у градско веће Тампереа са само 27 година, што је био преломни тренутак у њеној политичкој каријери. Била је председавајућа Градског већа од 2013. до 2017. Године 2017. била је поново изабрана у Градско веће. Она је такође члан скупштине Савета регије Тампере. Била је чланица Регионалног савета Пирканскe земљe од 2013. до 2016.
Марин је 2014. године изабрана за заменика председника Социјалдемократске партије Финске. Године 2015, када је имала 30 година, изабрана је у парламент Финске као посланик из изборног округа Пирканскаа. Четири године касније, поново је изабрана. Дана 6. јуна 2019. године постала је министарка транспорта и комуникација.
У децембру 2019. Социјалдемократска странка ју је именовала да наследи Антија Ринеа на место премијера Финске. Након што је Рине напустио функцију премијера, дана 10. децембра 2019. постала је председница Владе Финске, уједно најмлађи премијер Финске у историји. Марин је такође трећа жена на тој функцији, после Анели Јетенмеки и Мари Кивинијеми — које су обе биле чланице Партије центра. Позната је по томе што се залаже за увођење флексибилног радног времена у земљи, што подразумева да се ради четири дана недељно по шест сати дневно.

## Приватни живот
У јануару 2018. године родила је ћерку Ему, а њен супруг се зове Маркус Рејкенен. Супружници су поднели документе за развод маја 2023, после 3 године брака и 19 година заједничког живота.